# 学苑广场站
学苑广场站位于辽宁省大连市高新园区（行政区划属沙河口区），是大连地铁1号线的一个车站，于2017年6月7日随一号线二期开通試运营而启用。

## 位置
学苑广场站位于高新园区学苑广场西侧、黄浦路與書香街交界處地下。

## 结构
学苑广场站为岛式站台地下站。车站长171.9米，宽20.9米，建筑面积10282平方米。
| B1 | 站厅层                                     | 站厅、自动售票机                    |
| B2 | 轨道                                       | ← █ 1号线列车往海事大学（河口方向） |
| B2 | 岛式站台，列车运行方向左侧的车门将会被打开 |                                     |
| B2 | 轨道                                       | █ 1号线列车往黑石礁（姚家方向）→    |

## 出入口
学苑广场站共设有三个出入口，其中A出入口位于黄浦路南侧，C和D出入口位于黄浦路北侧，无障碍电梯设置于C出入口。
| 出口编号 | 出口指示 | 建议前往的目的地                                     |
| -------- | -------- | ---------------------------------------------------- |
| 出口 · A |          | 黄浦路、书香街、弘基书香园                           |
| 出口 · C |          | 黄浦路、数码路、学苑广场、锦辉购物广场、东北财经大学 |
| 出口 · D |          | 大连化工研究设计院、杨树南路                         |

## 公交换乘
- 及   - 3、10、28、406、531、1121、1123、2002路公交车，202路有轨电车。（学苑广场地铁站）

- - 33、509、901路公交车。（东北财经大学站）